# Pituna
Pituna is een geslacht van straalvinnige vissen uit de familie van de killivisjes (Rivulidae).

## Soorten
- Pituna brevirostrata W. J. E. M. Costa, 2007
- Pituna compacta (G. S. Myers, 1927)
- Pituna obliquoseriata W. J. E. M. Costa, 2007
- Pituna poranga W. J. E. M. Costa, 1989
- Pituna schindleri W. J. E. M. Costa, 2007
- Pituna xinguensis W. J. E. M. Costa & D. T. B. Nielsen, 2007